# 에린 브로코비치

소비자 변호사 에린 브로코비치, 2019

에린 브로코비치-엘리스(Erin Brockovich-Ellis, 1960년 6월 22일 ~ )는 많은 법적 지식 없이 1993년 거대 기업 PG&E와의 법적 분쟁에서 PG&E에 승소하며 3억 3,300만 달러를 배상하도록 한 미국의 변호사 사무소 직원이다. 그녀의 이 소송은 스티븐 소더버그에 의해 동명의 영화 《에린 브로코비치》로 제작되기도 하였다.

## 일대기
에린 브로코비치는 로렌스 고등학교를 졸업한 후 캔자스주 캔자스주에 있는 캔자스 주립대학교에 다녔고 텍사스주 댈러스에 있는 웨이드 대학교에서 응용 예술을 전공했다. 그녀는 1981년에 Kmart의 관리 연수생으로 일했으나 몇 달 후에 그만두고 미인 대회에 참가했다. 1981년 '미스 퍼시픽 코스트'에서 우승한 뒤 미인 대회에 출전하였다. 1982년부터 캘리포니아주에 살고있다.

## 출연 작품
- 에린 브로코비치